# Sojoez 40
Sojoez 40 (ook: 12454) was een Russische bemande ruimtemissie uit 1981. Met deze vlucht nam de Sovjet-Unie afscheid van het eerste type Sojoez. Voor de eerste maal ging een Roemeense kosmonaut omhoog tijdens de negende Interkosmos missie.

## Interkosmos
Vanaf 1978 maakten gastkosmonauten van landen, die met de Sovjet-Unie goede betrekkingen onderhielden, diverse ruimtevluchten. Onder leiding van een Rus vlogen deze naar een ruimtestation voor een verblijf van enkele dagen. Het betrof korte missies met een totale vluchtduur van ongeveer een week. De plaats die de beginletter van een land innam in het Russisch alfabet bepaalde, wanneer men aan de beurt was.

## Bemanning
De bemanning bestond uit twee kosmonauten. De gezagvoerder, Leonid Popov, keerde amper een half jaar geleden terug van zijn eerste missie, waarbij hij een half jaar in de ruimte verbleef. Saljoet 6 had voor hem dan ook geen geheimen: hij kende het ruimtestation als zijn broekzak. Dit gold niet voor zijn metgezel; Dumitru Prunariu  vertegenwoordigde zijn land op de eerste Roemeense ruimtevlucht. Deze capsule woog 6800 kg. 

## Verloop van de vlucht

### Lancering en koppeling
Sojoez 40 werd gelanceerd op 14 mei 1981 met een Sojoez draagraket vanaf Tjoeratam te Bajkonoer. De capsule kwam in een baan met een apogeum van 307 km, een perigeum van 260 km en een omlooptijd van 90,1 minuten. De inclinatie bedroeg 51,6° bij een excentriciteit van 0,00353. Een dag later naderde het vaartuig zijn doel en meerde aan bij de achterste koppelaansluiting van Saljoet 6.

### Wetenschappelijke experimenten
Samen met de stationsbemanning voerde men diverse experimenten uit. Naast biomedisch onderzoek hadden wetenschappers belangstelling voor de effecten van de omstandigheden in de ruimte op diverse materialen. Daarnaast deed de bemanning onderzoek naar "...methodes voor het verkrijgen van monokristallen van grote maatzuiverheid..." en onderwierp de magnetosfeer aan een nadere blik. Bovendien spoorde ze natuurlijke hulpbronnen op, duisternis beperkte echter de waarnemingen van Roemenië. Slechts op de laatste dag van deze missie werd het land door de zon verlicht. Toen testte de bemanning meteen het oriëntatiesysteem van het station.

## Terugkeer
Op 22 mei keerden Popov en Prunariu naar de Aarde terug in hun eigen Sojoez, die met deze vlucht voorgoed was afgedankt. Het tweetal landde op 225 km ten zuidoosten van Jezqazğan. Tijdens hun vlucht, die 7 dagen, 20 uur en 42 minuten duurde, cirkelde het duo 124 maal om de Aarde. Hierbij legden ze een afstand van 5,226 miljoen km af. Voor Prunariu bleef het bij deze vlucht, Popov ging nogmaals omhoog.

## Einde van pionierstijdperk
Met deze laatste vlucht van het eerste type Sojoez  kwam een tijdperk van pionieren tot een einde. Met vallen en opstaan zette de Sovjet-Unie een systeem van ruimtestations en bijbehorende pendeldienst op poten. De praktijk toonde zich bij tijd en wijle een zeer harde leermeester. Vooral in het begin liep het vaak mis en meerdere malen vielen er dodelijke slachtoffers te betreuren. Van de eerste 25 missies eindigden er drie in een voortijdige noodlanding (15, 23 en 25), één lancering mislukte (18A) en vier kosmonauten verloren het leven (1 en 11). Het land betaalde zo een hoge tol voor de verkenning van de ruimte, maar leerde van de gemaakte fouten. Van de laatste vijftien vluchten keerde alleen Sojoez 33 voortijdig terug naar de Aarde. Langzamerhand werd de bemande ruimtevaart volwassen. De nieuwe Sojoez bewees zich als uiterst betrouwbaar ruimtevaartuig.
1 ·
2 ·
3 ·
4 ·
5 ·
6 ·
7 ·
8 ·
9 ·
10 ·
11 ·
12 ·
13 ·
14 ·
15 ·
16 ·
17 ·
18A ·
18 ·
19 ·
20 ·
21 ·
22 ·
23 ·
24 ·
25 ·
26 ·
27 ·
28 ·
29 ·
30 ·
31 ·
32 ·
33 ·
34 · 
35 ·
36 ·
37 ·
38 ·
39 ·
40

T-1 ·  
T-2 ·
T-3 ·
T-4 ·
T-5 · 
T-6 ·
T-7 · 
T-8 ·
T-9 · 
T-10-1 ·
T-10 · 
T-11 ·
T-12 · 
T-13 ·
T-14 · 
T-15